# Wolffs Telegraphisches Bureau
Wolffs Telegraphisches Bureau (WTB) var en tysk nyhetsbyrå som bildades 1849 i Berlin av Bernhard Wolff (1811-79). År 1934 förstatligade naziregimen både WTB och Telegraphen-Union vilka sammanslogs till den statliga nyhetsbyrån Deutsches Nachrichtenbüro.